# Лекарственные формы для инъекций
Лекарственные формы для инъекций — это лекарственные формы для парентерального применения в виде растворов, суспензий, эмульсий. Растворы для инъекций могут приготовляться непосредственно перед введением из твёрдых лекарственных веществ (порошки, лиофилизированные массы, таблетки).
Главное требование к этим формам — стерильность (полное уничтожение микроорганизмов), за исключением живых вакцин, для которых требования усложнены. Существуют разные способы стерилизации, например, в автоклаве (насыщенным паром при 120°С либо текучим паром при 100—110°С). Для стерилизации растворов, разлагающихся при нагревании, прибегают к трёхкратной тиндализации при 70—80°С либо пятикратной при 60—65°С. Чаще используют фильтрацию через мелкопористые фильтры, задерживающие микроорганизмы.
Готовые инъекционные формы выпускают в ампулах либо во флаконах; существуют также одноразовые шприц-тюбики с лекарственным раствором.

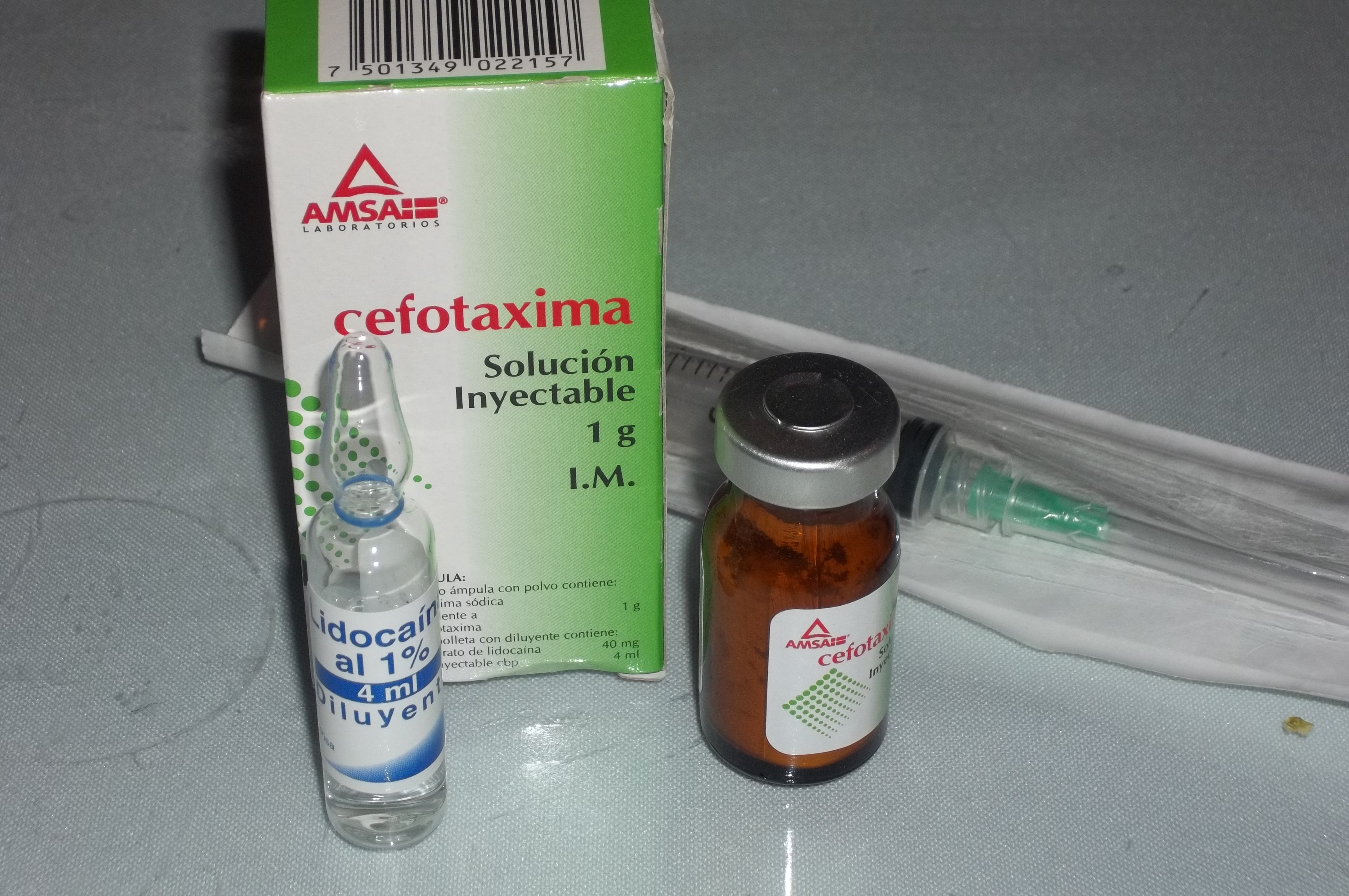
Порошок цефотаксима во флаконе с резиновой крышкой, обкатанной в алюминиевый колпачок, и 1%-ный раствор лидокаина для его разведения. Введение растворителя и набор готового раствора осуществляется проколом резиновой крышки после удаления центральной части колпачка с насечкой
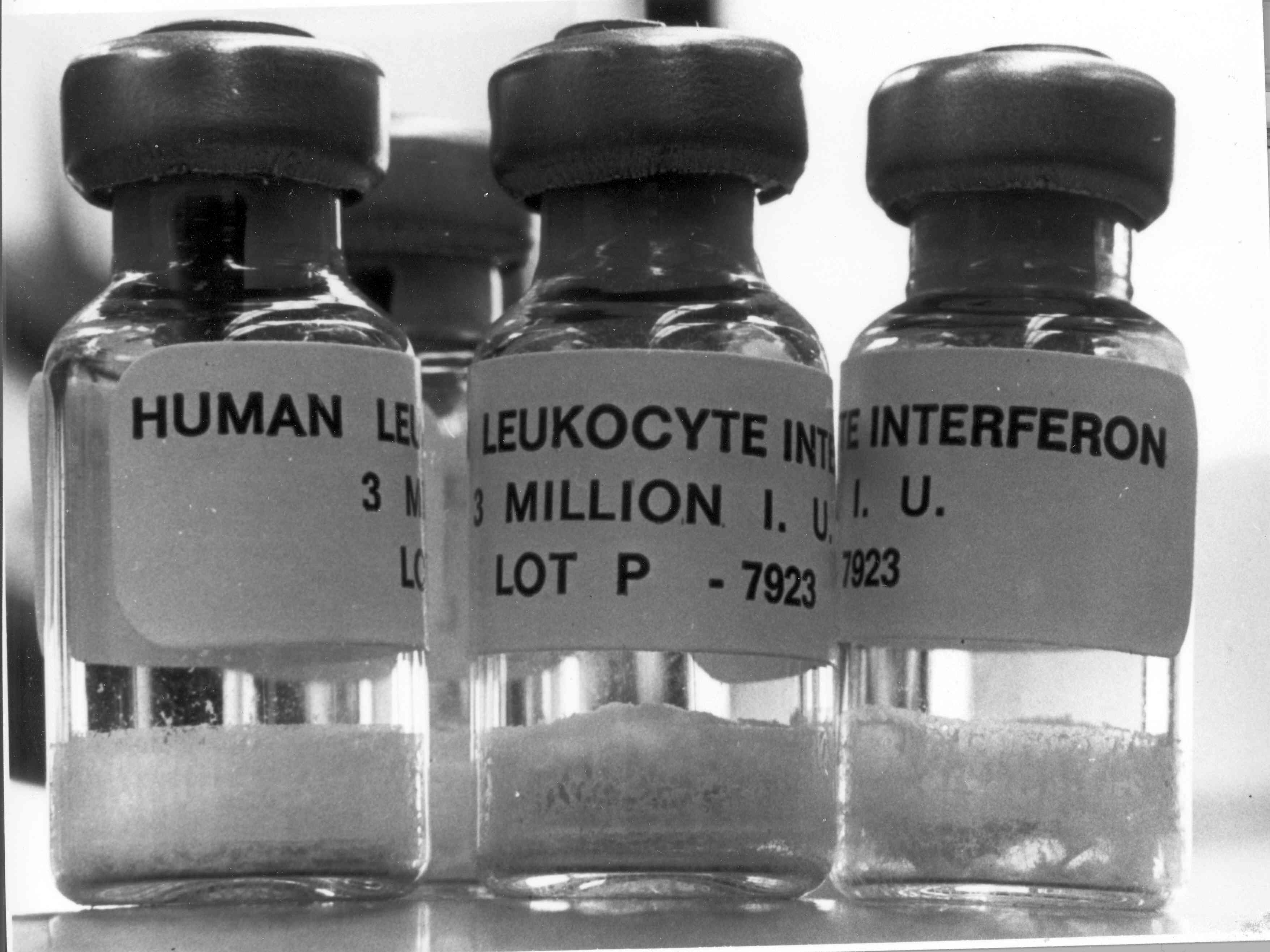
Лиофилизаты человеческого лейкоцитарного интерферона во флаконах для приготовления раствора
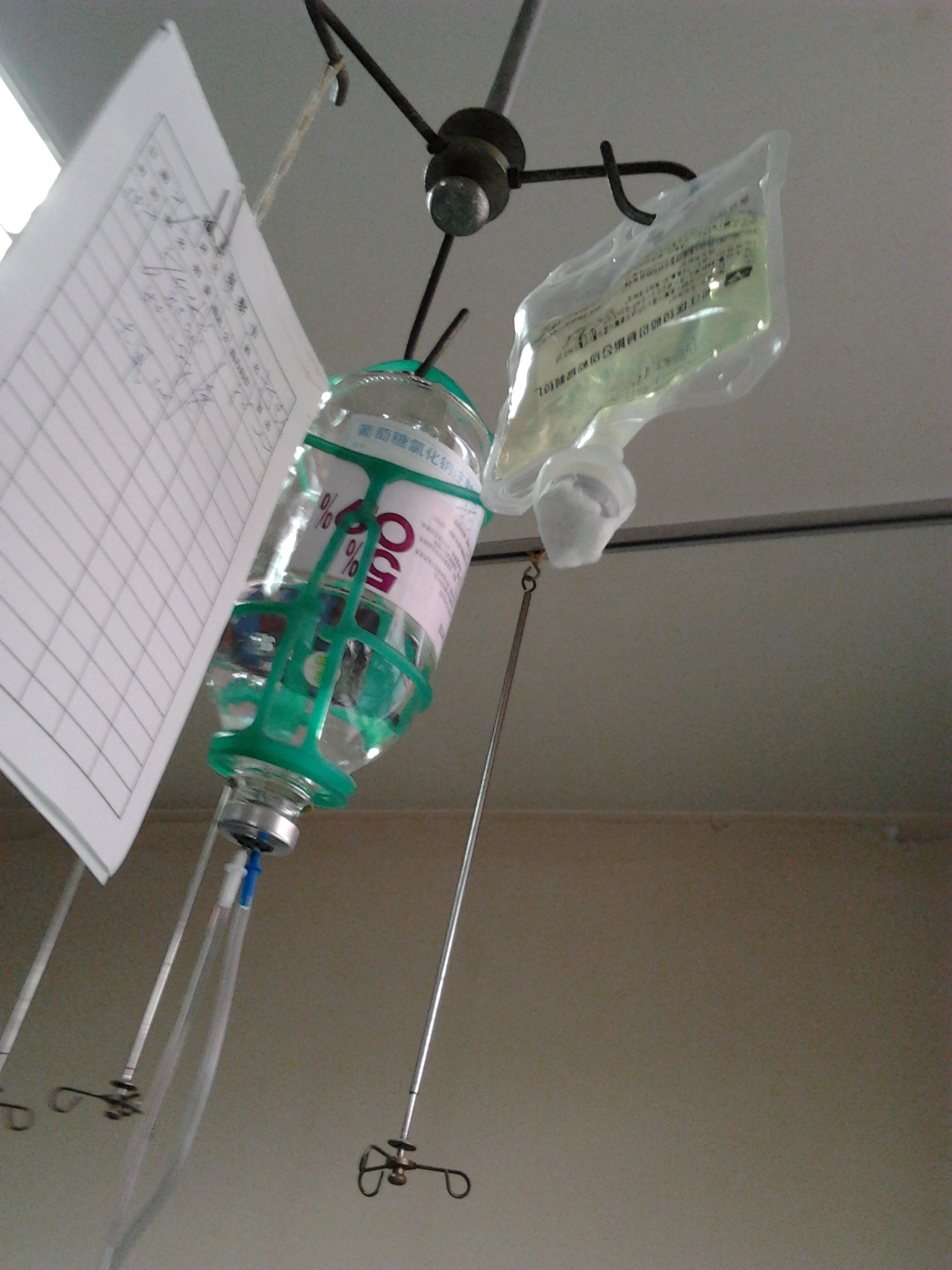
5%-ный раствор глюкозы в изотоническом 0,9%-ном растворе хлорида натрия во флаконе с установленной системой для внутривенной инфузии (слева)
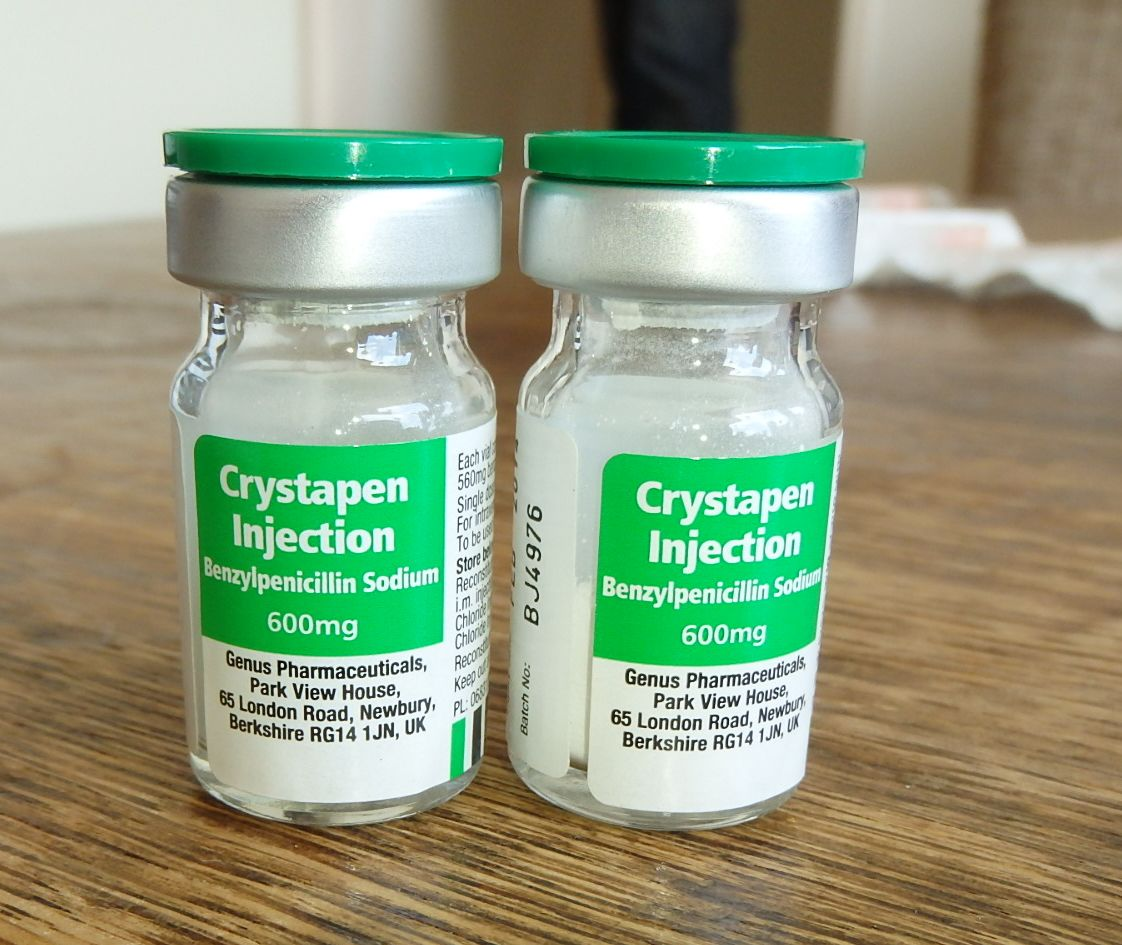
Флаконы с порошком бензилпенициллина натриевой соли для приготовления инъекционного раствора, оснащённые дополнительным пластиковым колпачком контроля вскрытия
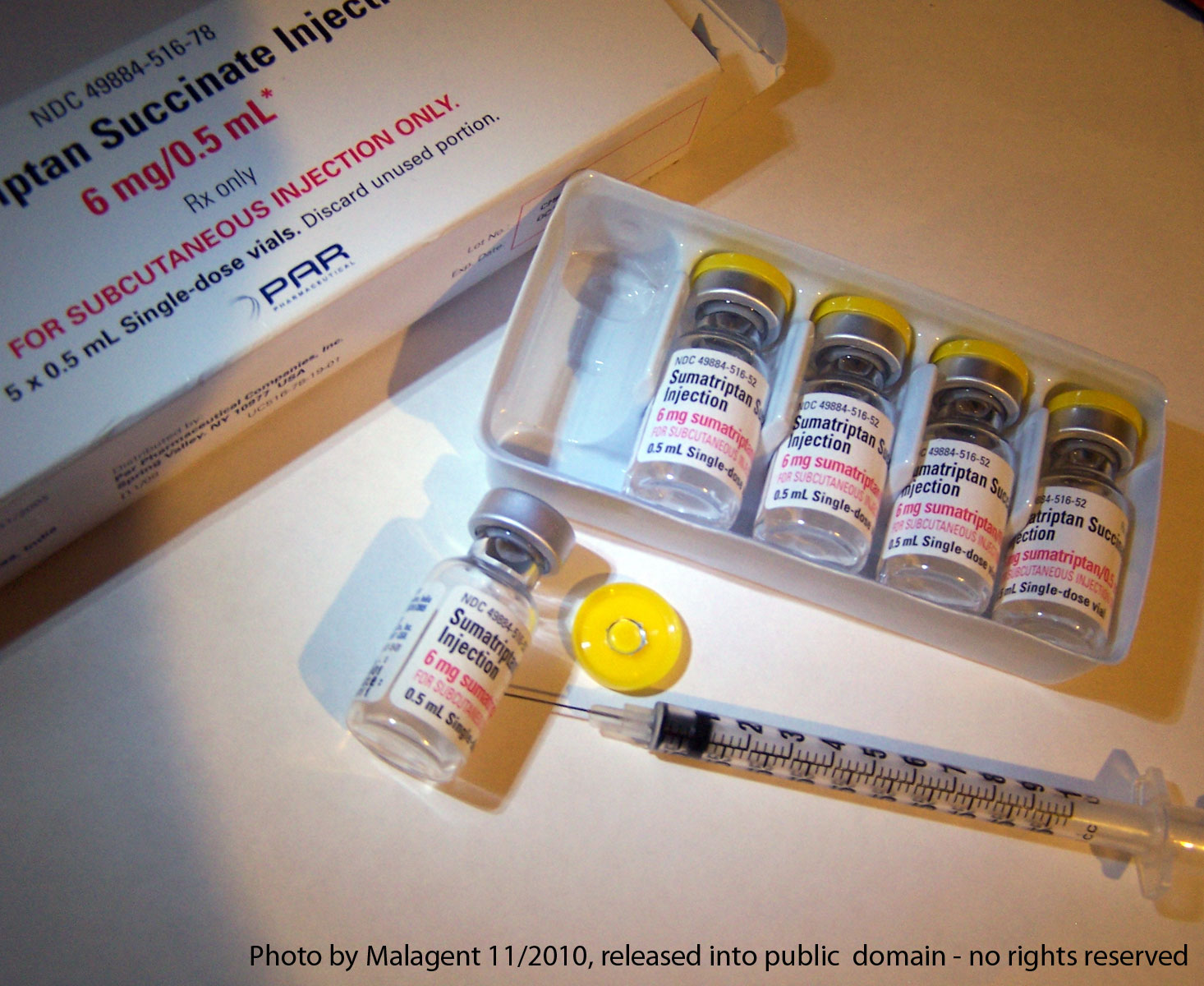
Инъекционные растворы суматриптана сукцината во флаконах, на 1 пластиковый колпачок контроля вскрытия удалён, набор раствора осуществляется проколом резиновой крышки инъекционной иглой через отверстие в центральной части алюминиевого колпачка
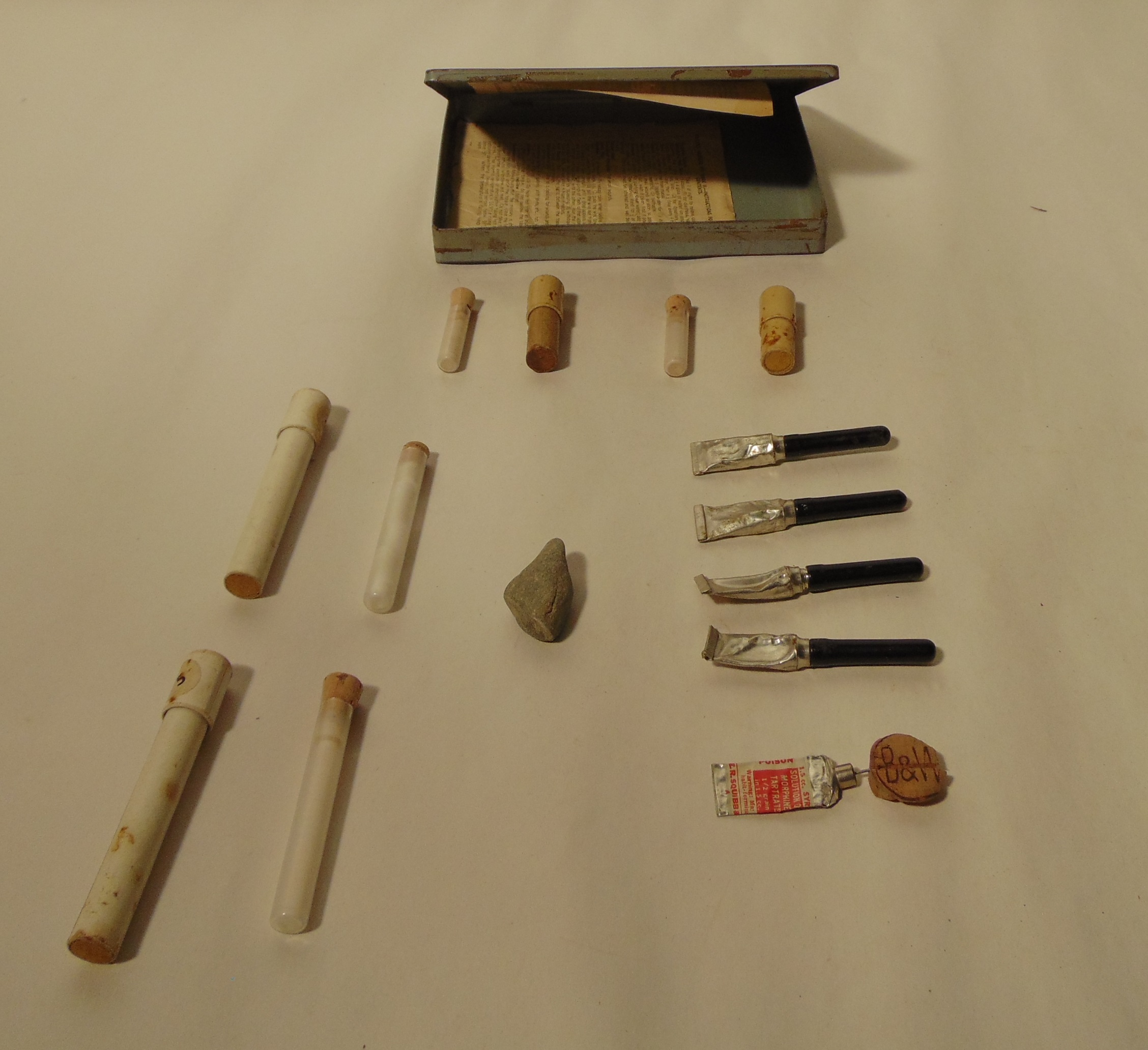
Шприц-тюбики[англ.] с инъекционным раствором морфина тартрата